# À bout de souffle
À bout de souffle (bra: Acossado; prt: O Acossado) é um filme francês em preto e branco, realizado em 1960 por Jean-Luc Godard, com roteiro baseado em história de François Truffaut.
É um dos filmes mais marcantes da Nouvelle Vague, considerado manifesto estético do movimento cinematográfico por diversos fatores, entre eles: irreverência, ironia, herói à deriva, jump cuts, baixo orçamento e sucesso de público, além de ser referência para muitos filmes de gênero de Hollywood atualmente. Foi o primeiro longa-metragem de Jean-Luc Godard. O filme foi rodado em menos de quatro semanas e o diretor conduziu as filmagens sem um roteiro concluído. Godard escrevia as cenas pela manhã para que fossem filmadas mais tarde. A fim de obter atuações mais espontâneas, Godard só  entregava as falas aos atores à medida que as cenas eram realizadas. "À bout de souffle" é uma expressão em francês que na língua portuguesa significa: "No final das forças, sem fôlego", fazendo referência à constante fuga do personagem Michel Poiccard.
Em 2020, no seu aniversário de 60 anos, o filme homenageado no Brasil estampando a identidade visual do Festival Varilux de Cinema Francês.

## Sinopse

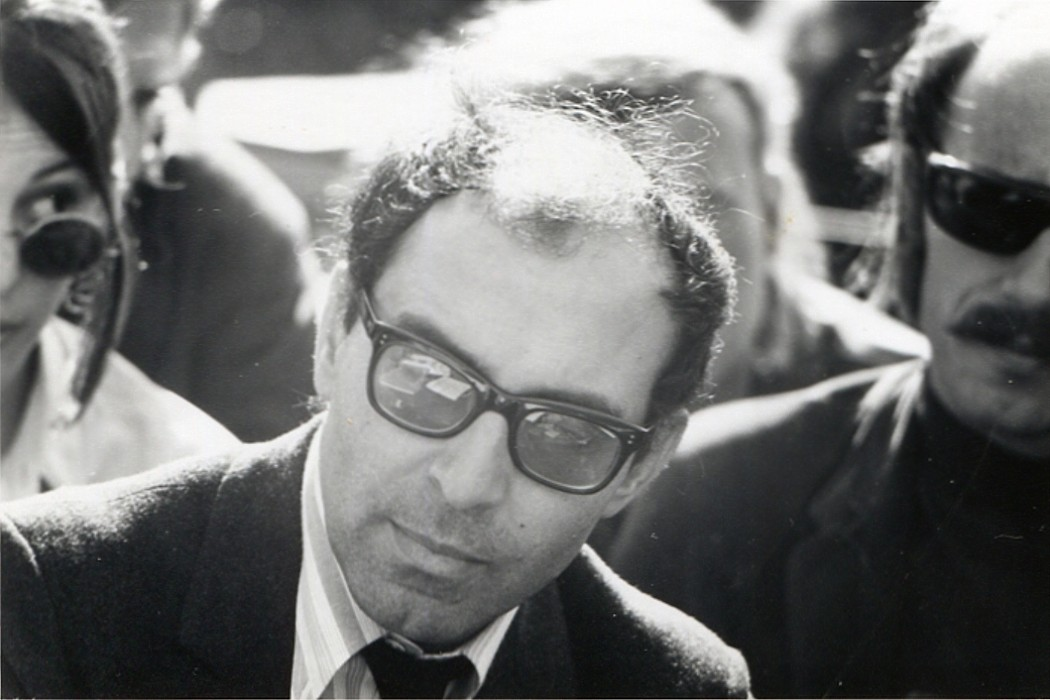
O filme foi a estreia cinematográfica de Jean-Luc Godard

Michel Poiccard (Jean-Paul Belmondo) rouba um carro em Marselha para ir a Paris, e, no caminho, assassina um policial que o persegue. Na capital, ele encontra Patrícia (Jean Seberg), uma jovem norte-americana aspirante a jornalista que trabalha como vendedora do jornal New York Herald Tribune na Champs-Élysées. Identificado como o assassino do policial, o rosto de Michel estampa todos os jornais. Enquanto é perseguido pela polícia, Michel tenta reaver dinheiro devido, conquistar o coração de Patrícia e convencê-la a fugir com ele para Roma.

## Elenco[1]
- Jean Seberg: Patricia Franchini
- Jean-Paul Belmondo: Michel Poiccard/Laszlo Kovacs
- Daniel Boulanger: inspetor Vital
- Jean-Pierre Melville: Parvulesco
- Henri-Jacques Huet: Antonio Berrutti
- Van Doude: jornalista franco-americano
- Claude Mansard: Claudius Mansard
- Richard Balducci: Luis Tolmatchoff
- Roger Hanin: Carl Zombach
- Jean-Luc Godard: informante
- Liliane Robin: Minouche
- Liliane David: Liliane
- Michel Fabre: auxiliar de Vital
- Philippe de Broca: “delator”, leitor do jornal France Soir
- Jean Domarchi: o homem agredido no banheiro público
- Jean Douchet: o condutor do 4 CV
- Jacques Rivette: o homem acidentado, estendido na rua
- André S. Labarthe: jornalista em Orly
- Louigny: figurante
- François Moreuil: fotógrafo em Orly
- René Bernard: figurante
- Michel Mourlet: fotógrafo do estúdio, ou Gérard Brach, segundo J.L. Douin
- Guido Orlando: figurante
- Jacques Serguine: figurante
- Jacques Siclier: jornalista em Orly
- Jean Herman: o soldado que pede fogo

## Ficha técnica[1]
- Direção: Jean-Luc Godard

- Assistente de direção: Pierre Rissient

- Adaptação e diálogos: Jean-Luc Godard, baseado em argumento de François Truffaut

- Fotografia: Raoul Coutart (preto e branco, formato standard)

- Câmera: Claude Beausoleil

- Música: Martial Solal

- Conselheiro Técnico: Claude Chabrol

- Som: Jacques Maumont

- Montagem: Cécilie Decugis, assistida por Lila Herman

- Maquiagem: Phuong Maittret

- Still: Raymond Cauchetier

- Continuísta: Suzanne Faye

- Contrarregra: Gaston Dona

- Colaboração artística: Claude Chabrol

- Diretor de produção: Georges de Beauregard

- Produção: Les Films Georges de Beauregard

- Distribuição: SNC, Impéria

- Filmagem: 17 de agosto a 19 de setembro de 1959, em Paris e Marselha

- Estreia:  16 de março de 1960 (em Paris, cinemas Balzac, Helder, Scala e Vivienne)

- Duração: 87 minutos

## Produção

### Antecedentes e escrita
O roteiro de Acossado é originalmente de François Truffaut, que teve a ideia a partir de um artigo do jornal The News in Brief. O personagem Michel Poiccard é baseado na vida de Michel Portail e de sua namorada Beverly Lynette, uma jornalista americana. Em novembro de 1952, Portail roubou um carro para visitar sua mãe doente em Le Havre e acabou matando um policial de motocicleta.
Truffaut e Claude Chabrol trabalharam juntos no esboço do roteiro, mas abandonaram a ideia porque não conseguiram chegar a um acordo sobre a estrutura da história, mas Godard se interessou. Enquanto trabalhava como assessor de imprensa na 20th Century Fox, ele conheceu o produtor Georges de Beauregard, que o contratou para trabalhar no roteiro de Pêcheur d'Islande. Depois de seis semanas, descontente com o projeto, Godard sugeriu fazer Acossado. Chabrol e Truffaut concordaram em trabalhar no roteiro do filme com a condição de que Godard o dirigisse.
O final originalmente proposto por Truffaut foi alterado por Godard, sobre isso, Truffaut comenta: “No meu roteiro, o filme termina com o homem andando na rua, enquanto mais e mais pessoas se viram e olham para ele, por causa da foto dele na capa de todos os jornais. (...) Jean-Luc escolheu um fim violento porque ele é mais triste do que eu por natureza (...) ele precisava de [seu] final particular."
A fim de ampliar o apelo comercial do filme, Godard trouxe a estrela americana Jean Seberg, que concordou em aparecer no filme por US $15.000, um sexto do orçamento total. A atriz, acostumada às filmagens hollywoodianas, com roteiro, diversos assistentes, maquiadores, dublês e figurinistas, quando se depara com a equipe reduzida de Godard, e o improviso na rotina de filmagem, questiona os métodos do diretor e cogita abandonar a produção. Em carta ao produtor Pierre Braunberger, no início de agosto, Godard comenta que  “Seberg está transtornada e lamenta estar no filme”. Após o sucesso do filme, Jean Seberg colaborou com Godard novamente no curta Le Grand Escroc, em que reviveu sua personagem Acossado.

### Filmagem
Godard imaginou Acossado como uma reportagem, e encarregou o repórter fotográfico Raoul Coutard de rodar o filme inteiro em uma câmera leve, quase sem iluminação artificial, o que contribuiu para a agilidade das filmagens e ajudou a transmitir uma sensação de espontaneidade às atuações. Coutard usou o filme Ilford HP5, uma película fotográfica ultrassensível que não era fabricada para cinema, então a solução encontrada foi juntar os pedaços de filme HP5 de 17,5 metros em rolos de 120 metros. Coutard se tornaria diretor de fotografia de diversos filmes da Nouvelle Vague, especialmente de Godard e Truffaut.
Godard escrevia as linhas de diálogo no dia e as entregava a Belmondo e Seberg momentos antes da filmagem, ou as soprava durante a  própria captação, o que era possível, já que não havia captação de som direto. Por esse motivo, as vozes tiveram que ser dubladas na pós-produção.
As filmagens começaram em 17 de agosto de 1959, e foram até o dia 19 de setembro do mesmo ano (3 semanas). A equipe não tinha permissão para filmar em várias das locações utilizadas, aumentando a sensação de espontaneidade e transgressão que Godard buscava. No entanto, todas as locações foram selecionadas  na pré-produção. O ator Richard Balducci afirmou que os dias de filmagem variavam de 15 minutos a 12 horas, dependendo de quantas ideias Godard tivesse naquele dia. A preocupação com inconstância no set de filmagens levou o produtor Georges de Beauregard a escrever uma carta para toda a equipe reclamando do cronograma de filmagens.
A maior parte da obra foi filmada cronologicamente, com exceção da primeira sequência, que foi captada por último. As filmagens no Hôtel de Suède para a longa cena do quarto com Michel e Patrícia foram feitas com equipe pequena. O local era mínimo, mas Godard estava determinado a filmar lá depois de ter vivido no hotel no início dos anos 1950.
Em vez de usar um carrinho com trilhos complicados e demorados para colocar, a fim de garantir a agilidade de filmagem, e liberdade de deslocamento, Godard empurrava Coutard em uma cadeira de rodas com a câmera nas mãos. Para preservar alguma espontaneidade em cenas de rua, Coutard disfarçava a câmera escondido em um carrinho de correio com um buraco para as lentes.

### Edição
Acossado foi revelado e editado no GTC Labs em Joinville pela editora principal Cécile Decugis e pela editora assistente Lila Herman. Decugis disse que, antes de sua estreia, o filme era aguardado como o pior filme do ano, por causa da montagem inusitada que usava cortes bruscos sem motivação de causa e efeito, os chamados jump cuts.
O uso atípico desses jump cuts acabou se consagrando como inovador. O diretor assistente Pierre Rissien, afirma que o efeito de montagem não foi planejado durante as filmagens ou nos estágios iniciais da edição. Goddard diz que o recurso foi a maneira encontrada para encurtar o filme, que originalmente durava 2h15min:
Coutard disse que "havia uma irreverência na  forma como foi editado que não combinava com a forma como foi filmado. Um exemplo disso é a sequência de cortes sobre a nuca de Seberg dentro do carro de Belmondo, que Godard disse que “tinha sido feito um plano sobre sobre o outro, eles se falando. Ali, em vez de diminuir um pouco dos dois, nós tiramos, cara ou coroa para cortar tudo de um ou tudo do outro. Foi Seberg que ficou.” Andrew Sarris considerou que a sequência representa existencialmente "a falta de sentido do intervalo de tempo entre as decisões morais".

## Recepção
Em sua biografia de Godard de 2008, Richard Brody escreveu: “A importância seminal do filme foi reconhecida imediatamente. Em janeiro de 1960 - antes do lançamento  (...) estreou em Paris (...) não em uma casa de arte, mas em uma rede de quatro cinemas comerciais, vendendo 259.046 ingressos em quatro semanas. O lucro final foi substancial, supostamente cinquenta vezes o investimento. O sucesso do filme com o público correspondeu à sua recepção crítica geralmente ardente e atônita (...) Acossado, fruto da sua extraordinária e calculada congruência com o momento, e da fusão dos seus atributos com a história da sua produção e com a personalidade pública do seu realizador, foi singularmente identificado com as respostas da mídia que gerou. "
O crítico do New York Times, A. O. Scott, escreveu em 2010, 50 anos após o lançamento de Acossado, que o filme  é "um artefato pop e uma obra de arte ousada" e, mesmo aos 50, "ainda é bom, ainda é novo, ainda - mesmo depois de tanto tempo! - um boletim do futuro dos filmes. " Roger Ebert incluiu-o em sua lista de" Grandes Filmes "em 2003, escrevendo que "Nenhum filme de estreia desde Cidadão Kane em 1942 foi tão influente ", descartando seus jump cuts como o maior avanço e, em vez disso, chama de revolucionário seu "ritmo impetuoso, seu distanciamento frio, sua destituição de autoridade e a maneira como seus jovens heróis narcisistas são obcecados por si mesmos e alheios à sociedade em geral".

## Referência de outros filmes
- Eu, um Negro , dirigido por Jean Rouch, foi uma influência pelo uso de jump-cuts, de locações, ao invés de sets de filmagem, e pelo formato documentário.[20][21]
- Cidadão Kane, dirigido por Orson Welles.[1]
- Dragões da Violência, dirigido por Sam Fuller, teve um tiro POV através de um cano de uma arma que corta para um casal se beijando.[22]

- A Morte Espera no 322, dirigido por Richard Quine.[22]

- Passos na Noite, dirigido por Otto Preminger.[22]

- Whirlpool, dirigido por Otto Preminger, é o filme em que Patrícia tenta perder o policial que a está perseguindo.[22]

- Bom Dia, Tristeza, dirigido por Otto Preminger. Godard disse que Patrícia era uma continuação da personagem Cécile de Seberg.[22]

- Relíquia Macabra, dirigido por John Huston. Michel parafraseia uma linha de diálogo do filme sobre sempre se apaixonar pelas mulheres erradas.[22]

- A Chave de Vidro, um romance de Dashiell Hammett. Um personagem criticando Michel por usar meias de seda com uma jaqueta de tweed é uma referência ao romance.[22]

- Bob le flambeur, dirigido por Jean-Pierre Melville. Michel faz referência ao personagem principal Bob Montagné estar na prisão.[22]

- A Trágica Farsa, dirigido por Mark Robson, o cartão do lobby de Humphrey Bogart que Michel imita é deste filme.[22]

## Principais prêmios e indicações
- Prix Jean Vigo, 1960[23]
- Festival de Berlim, 1960 - Prêmio de melhor direção (Urso de Prata).[24]
- French Syndicate of Cinema Critics, 1961 - Prêmio de melhor de filme.[25]
- Italian National Syndicate of Film Jornalists, 1961 - Indicação de melhor diretor estrangeiro.[25]
- Golden Goblets, Itália, 1961.[25]
- BAFTA Awards - Indicação na categoria de melhor atriz estrangeira (Jean Seberg), 1962.[25]
- Prêmio da crítica alemã para a fotografia de Raoul Coutard.[1]
- Prêmio Victoire de melhor ator francês para a Jean-Paul Belmondo.[1]